# Eva-Maria Westbroek
Eva-Maria Westbroek (Belfast, 26 april 1970) is een Nederlands sopraan.
Westbroek studeerde zang van 1988 tot 1995 aan het Koninklijk Conservatorium in Den Haag. Voorts volgde ze masterclasses bij Iris Adami Corradetti en bij de Amerikaanse tenor James McCray.
Van 1999 tot 2006 zong Westbroek bij de Stuttgarter Staatsoper. Zij vertolkte hier onder andere de rol van Gerhilde in Wagners Die Walküre, Donna Anna in Mozarts Don Giovanni, Carlotta in Schrekers Die Gezeichneten, Giulietta in Offenbachs Les contes d'Hoffmann en Marie in Smetana's De verkochte bruid. In de Parijse Opéra de la Bastille zong zij in 2004 de rol van Madame Lidoine in Poulencs Les dialogues des carmélites, en in 2005 die van Chrysothemis in Elektra van Richard Strauss. 
In Nederland heeft Westbroek onder meer de rollen gezongen van Maddalena in Andrea Chénier van Giordano (Concertgebouw) en Marguerite in La damnation de Faust van Hector Berlioz, met het Rotterdams Philharmonisch Orkest onder leiding van Valeri Gergiev. Bij de Nederlandse Opera zong ze de titelrol in Lady Macbeth uit het district Mtsensk.
Op 24 januari 2013 maakte ze haar roldebuut in de titelrol van Puccini's opera Manon Lescaut in de Brusselse Koninklijke Muntschouwburg, in een regie van de Poolse regisseur Mariusz Trelinski.
In seizoen 2017/2018 is Westbroek artist in residence bij het Koninklijk Concertgebouworkest.

## Anna Nicole
In februari 2011 is in het Londense Royal Opera House de opera Anna Nicole (gecomponeerd door Mark-Anthony Turnage) in première gegaan, met Eva-Maria Westbroek in de hoofdrol. Anna Nicole Smith was een Texaans model en actrice die in 2007 op 39-jarige leeftijd overleed.

## Privé
Eva-Maria Westbroek is een dochter van Peter Westbroek, Leids emeritus hoogleraar geofysiologie. Ze is gehuwd met tenor Frank van Aken.

## Discografie

### Dvd's
| Muziek-dvd met eventuele hitnotering(en) in de Nederlandse Muziek Dvd Top 30 | Datum van verschijnen | Datum van binnenkomst | Hoogste positie | Aantal weken | Opmerkingen                                       |
| ---------------------------------------------------------------------------- | --------------------- | --------------------- | --------------- | ------------ | ------------------------------------------------- |
| Andrea Chénier                                                               | 2016                  | 01-10-2016            | 22              | 2            | met Jonas Kaufman, Zeljko Lucic & Antonio Pappano |

- Bibliothèque nationale de France: cb15975759n (data)
- CiNii: DA1486844X
- Gemeinsame Normdatei: 1019058889
- International Standard Name Identifier: 0000 0000 4874 3795
- Library of Congress Control Number: no2004077612
- Nationale Bibliotheek van Letland: 000252362
- MusicBrainz: 4c36fd8a-3d23-4408-bc21-7b301c78912b
- Nationale Bibliotheek van Israël: 987007422837405171
- Système universitaire de documentation: 151875979
- Virtual International Authority File: 31711111
- WorldCat: E39PBJhRyhJ8qd87cPWXxjrTHC